# Fornnorska
Fornnorska är benämningen på det fornvästnordiska (norska) språket i Norge under vikingatiden och medeltiden, särskilt perioden omkring 600–1550. 
Likt forndanskan och fornsvenskan kan fornnorska enkelt indelas i tre perioder:
| • Runnorska        | norska: runnorsk    | (ca 600–1000)  |
| • Äldre fornnorska | norska: gammelnorsk | (ca 1000–1350) |
| • Yngre fornnorska | norska: mellomnorsk | (ca 1350–1550) |

## Jämför
| - Forndanska - Rundanska - Klassisk forndanska (äldre forndanska) - Yngre forndanska | - Fornsvenska - Runsvenska - Klassisk fornsvenska (äldre fornsvenska) - Yngre fornsvenska |